# Rio Uatatas
Rio Uatatas är ett vattendrag i Brasilien.   Det ligger i delstaten Roraima, i den nordvästra delen av landet, 2 700 km nordväst om huvudstaden Brasília.
I omgivningarna runt Rio Uatatas växer i huvudsak städsegrön lövskog. Trakten runt Rio Uatatas är nära nog obefolkad, med mindre än två invånare per kvadratkilometer.